# Vinično
Vinično is een plaats in de gemeente Visoko in de Kroatische provincie Varaždin. De plaats telt 283 inwoners (2001).